# Эшфилд
Эшфилд (англ. Ashfield) — неметрополитенский район (англ. non-metropolitan district) в церемониальном графстве Ноттингемшир в Англии. Административный центр — город Киркби-ин-Эшфилд.

## География
Район расположен в западной части графства Ноттингемшир, на западе граничит с графством Дербишир, на юге — с Ноттингемом.

## Состав
В состав района входят 3 города:
- Киркби-ин-Эшфилд
- Саттон-ин-Эшфилд
- Хакнолл

и 3 общины (англ. civil parish):
- Аннесли
- Селстон
- Фелли